# Robert Allan Phillips
Robert Allan Phillips (* 16. Juli 1906 in Clear Lake, Iowa; † 20. September 1976) war ein amerikanischer Mediziner.

## Leben
Phillips studierte an der Iowa State University (B.S. 1927) und an der Washington University in St. Louis (M.D. 1929). Von 1936 bis 1940 war er Assistenzprofessor am Medical College der Cornell University.
Als Leutnant der US Navy am Rockefeller Institute entwickelte er im Zweiten Weltkrieg eine effektive, im medizinischen Fronteinsatz einsatzfähige Methode, um den Hämatokrit-Wert und damit den Flüssigkeitsverlust von Verwundeten zu bestimmen. Die Methode wird noch heute zum Beispiel bei Blutspendekandidaten verwendet.
Nach dem Krieg gründete und leitete er medizinische Forschungseinheiten der US Navy 1946 (NAMRU, United States Naval Medical Research Unit) in Kairo und 1955 in Taipeh. Schon in Ägypten erforschte er Behandlungsmethoden gegen Cholera und entwickelte eine effektive Rehydrierungsmethode durch intravenöse Infusion und in den 1960er Jahren mit anderen eine noch einfachere, auf Glukose basierende orale Rehydrierungstherapie. Phillips hatte damit erste Erfolge 1964 bei zwei Cholerapatienten auf den Philippinen, was dann von seinen Mitarbeitern, darunter Norbert Hirschhorn, und anderen zum späteren Standardverfahren der ORS-Therapie bei Durchfallerkrankungen ausgebaut wurde. Nach seiner Pensionierung (er hatte den Rang eines Captain) entwickelte er mit der University of Washington und der chinesischen Regierung billigere Alternativen zur Dialyse bei Nierenversagen, basierend auf Rehydrierung.
1967 erhielt er den Lasker~DeBakey Clinical Medical Research Award.